# سونی پیکچرز دیجیتال
سونی پیکچرز دیجیتال (انگلیسی: Sony Pictures Digital) یک زیرمجموعه از شرکت سونی است. این زیرمجموعه هم‌اکنون در ژاپن قرار دارد و پیش‌تر تا سال ۲۰۱۳ در کالور سیتی، کالیفرنیا قرار داشت.